# 祖母石村
祖母石村（うばいしむら）は山梨県北巨摩郡にあった村。現在の韮崎市中心部の北西、釜無川左岸にあたる。

## 地理
- 河川：釜無川

## 歴史
- 1874年（明治7年） - 巨摩郡祖母石村・西岩下村が合併して祖母石村となる。
- 1878年（明治11年）7月22日 - 郡区町村編制法の施行により、祖母石村が北巨摩郡の所属となる。
- 1889年（明治22年）7月1日 - 町村制の施行により、祖母石村が単独で自治体を形成。
- 1937年（昭和12年）7月1日 - 韮崎町に編入。同日祖母石村廃止。